# Lanfiéra (Safané)
Pour les articles homonymes, voir Lanfiéra.
Lanfiéra est une commune située dans le département de Safané de la province du Mouhoun au Burkina Faso.